# Σ-algebra
A σ-algebra (szigma-algebra) vagy Borel-féle halmaztest, illetve mérhető tér a matematikai struktúrák egy fajtája. Olyan egyszerű (nem-többszörös), egykomponensű topologikus struktúra, amely amellett, hogy egyszerű halmaztestet (halmazalgebrát) képez, az elemei (az ún. „mérhető/nyílt halmazok”) legfeljebb megszámlálhatóan végtelen sok tagú egyesítésére is zárt.

## Formális definíció

### Axiómák
Legyen {\displaystyle \Omega } tetszőleges halmaz, {\displaystyle {\mathcal {P}}(\Omega )} az {\displaystyle \Omega } részhalmazaiból álló hatványhalmaz, és legyen {\displaystyle {\mathcal {A}}\subseteq {\mathcal {P}}(\Omega )} az {\displaystyle \Omega } részhalmazainak egy halmaza.
Az {\displaystyle {\mathcal {A}}} halmazt az {\displaystyle \Omega } halmaz feletti σ-algebrának nevezzük, ha teljesülnek a következő tulajdonságok:
1. {\displaystyle {\mathcal {A}}} nem üres, azaz {\displaystyle {\mathcal {A}}\neq \emptyset }.
2. {\displaystyle {\mathcal {A}}} tartalmazza bármely eleme ({\displaystyle \Omega }-ra vonatkozó) komplementerét, vagyis zárt a komplementerképzés műveletére, azaz {\displaystyle A\in {\mathcal {A}}\Rightarrow {\overline {A}}\in {\mathcal {A}}}.
3. {\displaystyle {\mathcal {A}}} tartalmazza bármely legfeljebb megszámlálható halmazcsaládja unióját, vagyis zárt a megszámlálható unióképzésre, azaz {\displaystyle A_{i}\in {\mathcal {A}}(i\in \mathbb {N} )\Rightarrow \bigcup _{i=0}^{\infty }A_{i}\in {\mathcal {A}}}.
A 3. axiómából ered a fogalom elnevezése, mivel az {\displaystyle \bigcup _{i=0}^{\infty }A_{i}}-t régies jelöléssel {\displaystyle \sum _{i=0}^{\infty }A_{i}}-nak is szokás írni, vagyis az az egyik követelmény, hogy a halmazok görög nagy szigma betűvel jelölt végtelen szummája is a halmazalgebrába tartozzon. E tulajdonságot egyébként röviden σ-zártságnak szokás nevezni.
Amint a halmazalgebra cikkben olvasható, az 1. axióma helyettesíthető akár az "{\displaystyle {\mathcal {A}}} tartalmazza az üres halmazt ({\displaystyle \emptyset }-t, avagy a valószínűségszámításban a lehetetlen eseményt)", akár az "{\displaystyle {\mathcal {A}}} tartalmazza az univerzális halmazt ({\displaystyle \Omega }-t, avagy a valószínűségszámításban a biztos eseményt)" tulajdonsággal, azaz az {\displaystyle \emptyset \in {\mathcal {A}}}, vagy akár az {\displaystyle \Omega \in {\mathcal {A}}} axiómákkal, a 2. axióma pedig helyettesíthető az "{\displaystyle {\mathcal {A}}} zárt a különbségképzésre", azaz {\displaystyle A,B\in {\mathcal {A}}\Rightarrow A\setminus B\in {\mathcal {A}}} axiómával is.

### Mérhető tér
Az {\displaystyle (\Omega ,{\mathcal {A}})} rendezett párt mérhető térnek nevezzük, {\displaystyle {\mathcal {A}}} elemeit pedig mérhető halmazoknak.

### Összefüggés más struktúratípusokkal
A σ-algebrához legközelebbi struktúrafajta a λ-rendszer fogalma. Ezek fogalmához úgy jutunk, hogy a σ-zártság követelményét meggyengítjük, és csak a páronként diszjunkt unióra zártságot követeljük meg. Egy halmazcsalád pontosan akkor szigma-algebra, ha λ-rendszer és π-rendszer (azaz megszámlálható metszet-zárt) is egyben.
Ha a 3. axióma helyett az a gyengébb követelményt állítjuk fel, hogy A véges sok tagjának egyesítésére legyen mindig csak feltétlenül zárt; akkor az egyszerű halmaztest fogalmát kapjuk. Ha viszont megerősítjük a 3. axiómát úgy, hogy nemcsak megszámlálható, de megszámlálhatatlanul végtelen családok egyesítésére való zártságát is megköveteljük; s egyúttal a 2. axiómát úgy gyengítjük meg, hogy a különbségre zártság helyett csak a metszetre való zártságot követeljük meg, a topologikus tér fogalmát kapjuk. Belátható, hogy ez tényleg gyengébb követelmény 
Bár egy egykomponensű topologikus struktúra igazából egy halmazból és egy efeletti egyetlen halmazcsaládból képezett rendezett pár, a Borel-féle halmaztesten nem ezt, hanem e párnak csak a második tagját szokás érteni. Tehát az Ω feletti Borel-féle halmaztest vagy σ-algebra az Ω részhalmazainak egy megfelelő A halmaza. Magát az (Ω, A) párt mérhető térnek szokás nevezni (a Borel-féle halmaztest és a mérhető tér fogalma közti különbség általában kevéssé releváns).

## Halmazelméleti-algebrai tulajdonságok

### Halmazalgebra
Tetszőleges σ-algebra egyben halmazalgebra is, tehát zárt a véges metszetképzésre, illetve az összes tag uniója megegyezik az Ω tartóhalmazzal (l. o.).

### Megszámlálható metszetképzésre való zártság
A halmazalgebrákhoz képest egy σ-algebra a megszámlálhatóan végtelen sok tényezős metszetképzésre is zárt. E kijelentés alapja a de Morgan-törvény általánosítása végtelen unióra/metszetre: ha {\displaystyle I} tetszőleges indexhalmaz, akkor
{\displaystyle {\overline {\bigcap _{i\in I}A_{i}}}=\bigcup _{i\in I}{\overline {A}}_{i}}.
Képezve mindkét oldal komplementerét:
{\displaystyle \bigcap _{i\in I}A_{i}={\overline {\bigcup _{i\in I}{\overline {A}}_{i}}}}.
Ha mármost σ-algebrában vagyunk, azaz A0, A1, …, An, … legfeljebb megszámlálható sok tagú {\displaystyle {\mathcal {A}}}-beli halmazsorozat, akkor a fentieknek megfelelően
{\displaystyle \bigcap _{i=0}^{\infty }A_{i}={\overline {\bigcup _{i=0}^{\infty }{\overline {A}}_{i}}}}.
Ha {\displaystyle {\mathcal {A}}} σ-algebra, akkor {\displaystyle {\overline {A}}_{i}\in {\mathcal {A}}} minden {\displaystyle i\in \mathbb {N} }-re, és így az utóbbi komplementerhalmazok diszjunkt uniója is eleme {\displaystyle {\mathcal {A}}}-nak, ■ QED.

### Leszűkítés
Legyen Ω tetszőleges halmaz, Λ⊆Ω és A σ-algebra az Ω felett. Legyen továbbá A|Λ := {X∩Λ | X∈A}. Ekkor (Λ, A|Λ) mérhető tér az Ω felett, amit az (Ω A) tér Λ-ra vonatkozó leszűkítésének nevezünk és (Ω A)|Λ jelöl.

### Generált algebra
Igen fontos eszköz a σ-algebrák definiálásakor a következő tétel által leírt konstrukció:
Tétel: Legyen Ω tetszőleges halmaz, és G⊆P(Ω) az Ω részhalmazainak egy családja! Ekkor létezik olyan Ω feletti σ(G) σ-algebra, amelynek A minden eleme a tagja; és amely a legszűkebb (legkisebb) a ⊆ relációra nézve; azaz bármely más, az R elemeit elemként tartalmazó σ-algebrának a részhalmaza (további részletek a fő szócikkben).

### Szorzattér
Ha (Φ, X) és (Ψ, Y) két mérhető tér, akkor a (Φ×Ψ, σ(X×Y)) is mérhető tér. Ezt a két mérhető tér által generált szorzattérnek vagy szorzat-σ-algebrának mondjuk.

## Példák
1. Tetszőleges nemüres Ω halmaz felett σ-algebrát alkot a csak az üres és az univerzális halmazból álló kételemű {∅, Ω} halmaz, ez az Ω feletti triviális σ-algebra.
2. Tetszőleges nemüres Ω halmaz esetén a teljes Ω⊆P(Ω) halmaz is halmazalgebra, az Ω feletti teljes σ-algebra.
3. Tetszőleges véges Ω halmaz feletti halmazalgebra mindig σ-algebra is, hiszen bármely végtelen uniónak effektíve csak véges sok tagja van (értve ezen azt, hogy a tagok közül csak véges sok lehet különböző, hiszen véges halmaznak csak véges sok részhalmaza – így az efeletti σ-algebráknak csak véges sok tagja – lehet). Így például az Ω := {1,2,3,4,5,6} feletti egy Borel-halmaztest a {∅, {1,3,5}, {2,4,6}, Ω} halmaz. Valószínűségszámítási szempontból ez azért tanulságos példa, mert jelzi, hogy egy eseményalgebrának nem szükséges minden kimenetelt mint elemi eseményt (az Ω egyelemű halmazait) tartalmaznia (ha mindegyiket tartalmazza, akkor véges Ω esetében épp a teljes eseményalgebráról van szó). Ld. még atomhalmaz.
4. Fontosabb, de bonyolultabban definiálható példák a generált σ-algebra c. fejezetben.

### Lásd még
- halmazalgebra
- topologikus tér